# 40 jaar Bassie en Adriaan
40 jaar Bassie en Adriaan is een speciale aflevering van Bassie en Adriaan, naar aanleiding van het veertigjarig bestaan van het duo tijdens een speciaal televisiegala dat op 10 oktober 1997 plaatsvond.
De uitzending ervan was op 16 oktober 1997, en was een samenvatting van het feest in verband met hun veertigjarig artiestenjubileum in circustent Renz, gepresenteerd door Victor Deconinck. Bovendien kregen ze de Special Video Award voor 1.000.000 verkochte videobanden en een prijs voor 500.000 verkochte geluidsdragers. 
De broers Van Toor werden tijdens het gala benoemd tot Ridder in de Orde van Oranje-Nassau.
Na de uitzending werd een herhaling uitgezonden van Liedjes uit Grootmoeders Tijd (de aflevering Rijden In Een Wagentje). 
De uitzending werd op 9 februari 2017 geplaatst op het YouTube-Channel van het duo. 